# Adelophryne meridionalis
Adelophryne meridionalis es una especie de anfibio anuro de la familia Eleutherodactylidae.

## Distribución geográfica
Esta especie es endémica de Minas Gerais en Brasil. Se encuentra en Juiz de Fora a unos 880 m sobre el nivel del mar.

## Descripción
Adelophryne meridionalis mide hasta 11 mm.

## Publicación original
- Santana, Fonseca, Neves & Carvalho, 2012: A new species of Adelophryne (Anura : Eleutherodactylidae) from the Atlantic forest, southeastern Brazil. Salamandra, vol. 48, n.º 4, p. 187–192[2]